# Bruinstaarttachuri
De bruinstaarttachuri (Mecocerculus hellmayri) is een zangvogel uit de familie Tyrannidae (tirannen). Deze vogel is genoemd naar de Oostenrijkse ornitholoog Carl Eduard Hellmayr.

## Verspreiding en leefgebied
Deze soort komt voor van zuidoostelijk Peru tot noordwestelijk Argentinië.

## Status
De grootte van de populatie is niet gekwantificeerd maar de soort wordt omschreven als vrij algemeen. Op de Rode lijst van de IUCN heeft deze soort de status niet bedreigd.